# Leonel Lienlaf
Leonel Iván Lienlaf Lienlaf (Alepue, provincia de Valdivia, 23 de junio de 1969) es un poeta y músico mapuche chileno que escribe en mapudungun y español.

## Biografía
Su primer poemario, Se ha despertado el ave de mi corazón, escrito en mapudungun y español, lo publicó en 1989, obra por la que al año siguiente fue distinguido con el Premio Municipal de Literatura de Santiago. Desde entonces ha seguido cultivando la poesía.
Ha sido guionista de  Punalka El Alto Bio Bio (1994), We tripantu (1996; ambas realizaciones del centro de estudios y comunicación indígena Lulul Mawidha); Wirarün-grito y Quinquen (1998) de AM producciones y dirección de Margarita Campos. 
En dos ocasiones, 1992 y 2000, ha participado como miembro del jurado del Festival de Cine y Video de los Pueblos Indígenas, organizado por el Centro de Formación y Realización Cinematográfica (CEFREC) y la Coordinadora latinoamericana de Cine y Comunicación de los Pueblos Indígenas (CLACPI), en Santa Cruz de la Sierra, Bolivia. Ha sido el ejecutor y creador del proyecto Elaboración de módulos literarios con énfasis en poesía mapuche, orientado a profesores de educación general básica bajo el alero de la Universidad Católica, sede Villarrica (2003).
Como investigador, ha realizado los estudios Etnosemiótica de la literatura oral mapuche, junto a Carlos Aldunate y Pedro Megge, para el Museo Chileno de Arte Precolombino (1991), Relatos orales en comunidades mapuches del sector de la costa valdiviana y la Memoria oral campesina de la zona Talagante.

## Obras
- Se ha despertado el ave de mi corazón, poemario bilingüe, Editorial Universitaria, Santiago, 1989
- Canto y poesía mapuche, disco compacto financiado por embajada de Finlandia
- Palabras soñadas (Pewma Dungu), poemario bilingüe, LOM Ediciones, Santiago, 2003.[1]
- Voces mapuches, antología editada por Carlos Aldunate y Lienlaf con xilografías de Santos Chávez; Museo Chileno de Arte Precolombino, 2002
- Etnosemiótica de la literatura oral mapuche, con Carlos Aldunate y Pedro Megge; proyecto financiado por Fondecyt / Comicyt, 1991
- Kogen, poesía, Del Aire Editores, 2014
- Epu zuam, poemario bilingüe, Ediciones Cagtén, Temuco, 2016
- La luz cae vertical, antología bilingüe, Lumen, Santiago, 2018